# Hyundai Kona II
La Hyundai Kona est un crossover urbain hybride, hybride rechargeable ou électrique, produit par le constructeur automobile coréen Hyundai Motor à partir de 2023. Elle est la seconde génération de Kona, après le modèle produit de 2017 à 2022.

## Présentation

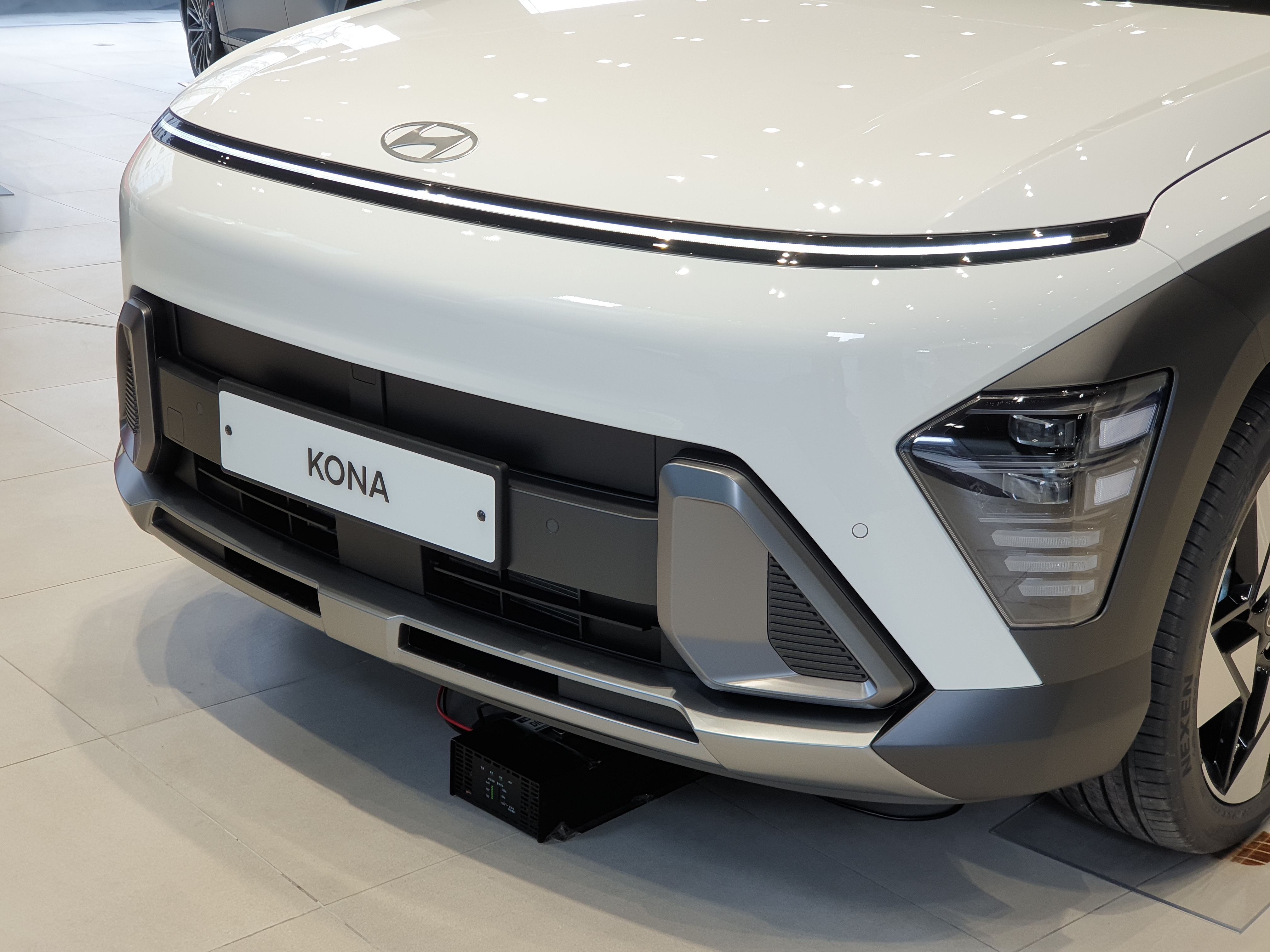
Face avant du Hyundai Kona

La seconde génération de Hyundai Kona est dévoilée le 20 décembre 2022. 
La Kona arbore un jonc lumineux sur la largeur de sa face avant, avec un motif "pixel" à l'instar des Ioniq 5 et 6, en remplacement des feux diurnes habituellement placés dans le bouclier. Son profil extérieur est largement inspiré du Tucson. La version électrique se distingue notamment par un bouclier spécifique.

## Caractéristiques techniques
La Kona II est basée sur la plateforme technique du Kia Niro de seconde génération.
En France, il est d'abord commercialisé en version hybride (dès le milieu d'année 2023) puis également en version électrique (à partir d'octobre de la même année). Les motorisations à essence, un 1.0l de 100 chevaux et un 1.6l de 138 chevaux, sont ajoutés à l'été 2024.

### Motorisations
| Logo de Hyundai Motor        | Kona                                                              |
| Logo de Hyundai Motor        | Hybrid 141                                                        |
| ---------------------------- | ----------------------------------------------------------------- |
| Moteur thermique             | 4-cylindres en ligne essence                                      |
| Alimentation                 | Atmosphérique                                                     |
| Cylindrée (cm3)              | 1 580                                                             |
| Moteur électrique            | Synchrone à aimants permanents                                    |
| Puissance maximale ch (kW)   | cumulée : 141 [104] thermique : 105 [77,2] électrique : 43,5 [32] |
| au régime de : (tr/min)      | 5 700                                                             |
| Couple maximal (N m)         | cumulé : thermique : 144,2 électrique : 170                       |
| au régime de : (tr/min)      | 4 000                                                             |
| Boîte de vitesses            | Double embayage 6 rapports                                        |
| Transmission                 | Traction                                                          |
| Vitesse maximale (km/h)      | 161 à 165                                                         |
| 0-100 km/h (s)               | 10,9 à 1,2                                                        |
| Consommation (L/100 km)      |                                                                   |
| Émissions de CO2 (g/km)      |                                                                   |
| Capacité du réservoir (L)    | 38                                                                |
| Masse à vide (kg)            | 1485                                                              |
| Norme environnementale       | Euro 6d Temp                                                      |
| Batterie                     |                                                                   |
| Type                         | Lithium-ion polymère                                              |
| Capacité de la batterie(kWh) | 1,56                                                              |
| Autonomie (km)               |                                                                   |

## Finitions

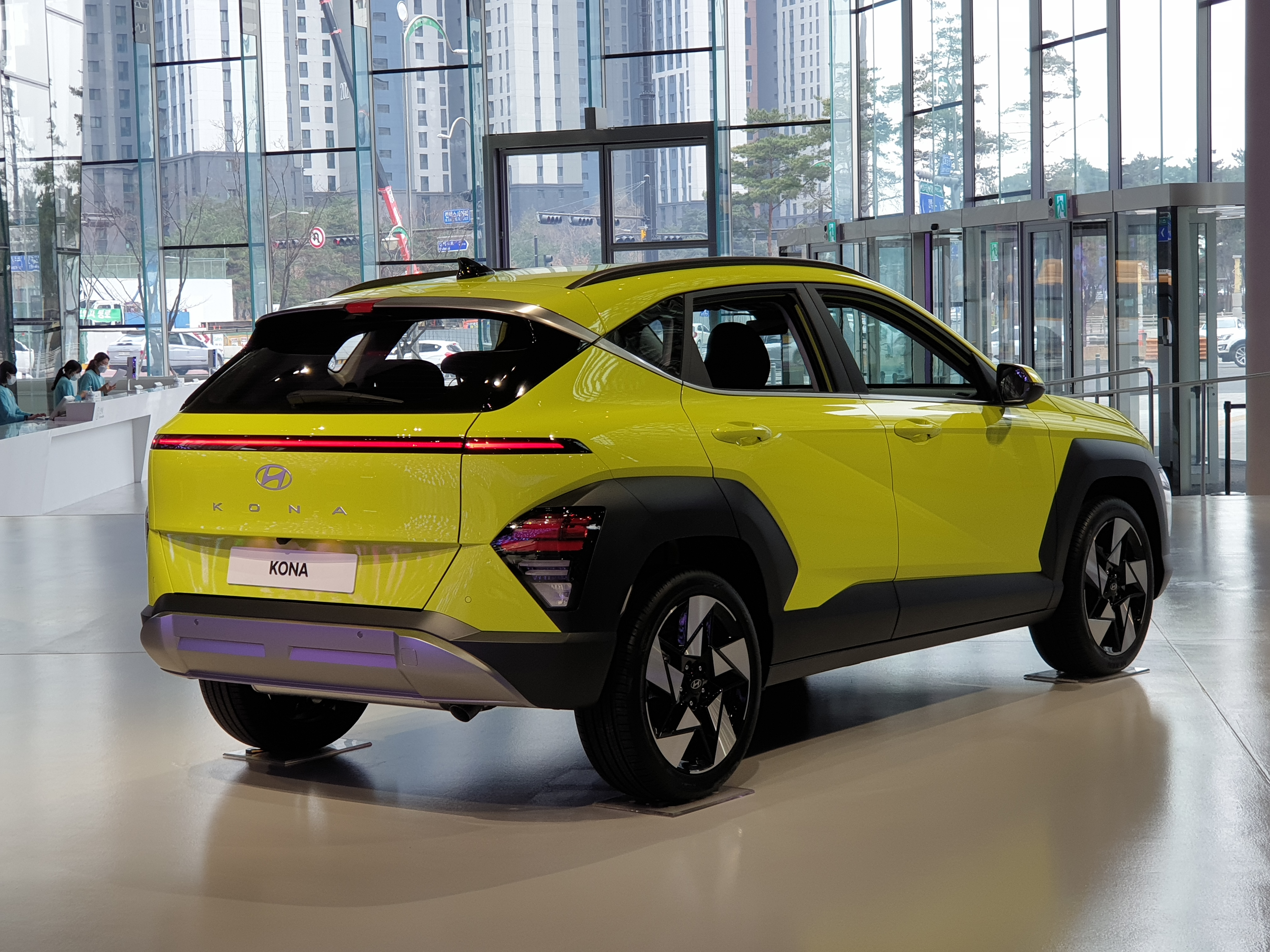
Vue arrière

Finitions disponibles en France au lancement :
- Intuitive
- Creative
- Premium
- Executive
- N Line Executive